# Kimberley and Carleton Forehoe

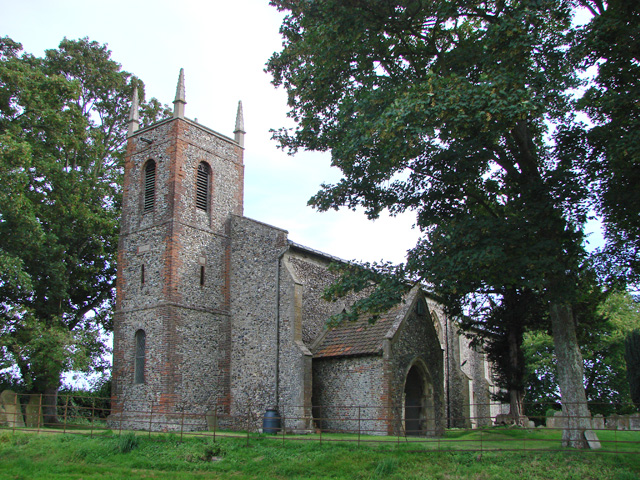
Carleton Forehoe

Kimberley and Carleton Forehoe är en civil parish i distriktet South Norfolk, Storbritannien. Den ligger i grevskapet Norfolk och riksdelen England, 150 km nordost om huvudstaden London. Civil parishen utgörs av Carleton Forehoe och Kimberley. Civil parish hade 151 invånare år 2021.